# ديفيد سادلر (جغرافي)
ديفيد سادلر (بالإنجليزية: David Sadler)‏ (مواليد 1960) أستاذ وباحث في الجغرافيا البشرية في جامعة ليفربول، بإنجلترا. في مايو 2010، عُين سادلر نائباً لرئيس الشؤون الأكاديمية في جامعة شيان جياوتونغ ليفربول في سوتشو، في الصين.

## حياته
ولد سادلر في نوتنغهام وحصل على شهادة في الجغرافيا من جامعة دورهام (الكلية الجامعية) عام 1982. ثم أكمل درجة الدكتوراه في نفس المؤسسة في عام 1985، مع أطروحة بعنوان «ولد في مدينة صلب: العلاقات الطبقية وانحدار صناعة الصلب في المجتمع الأوروبي منذ عام 1974». شغل مناصب أكاديمية في دورهام، وجامعة ويلز، لامبيتر، قبل أن يتم تعيينه أستاذاً للجغرافيا الاقتصادية في جامعة ليفربول عام 2002.